# Итън
 Тази статия е за града в Англия.  За града в САЩ вижте Итън (Колорадо).  
Итън (на английски: Eton) е град в окръг Бъркшър, Англия. Намира се на река Темза, на отсрещния бряг е Уиндзор. Итън е най-известен като мястото, където се намира известният колеж Итън. Градът има население от 2681 жители.